# Каменська сільська рада (Біжбуляцький район)
Ка́менська сільська рада (рос. Каменский сельский совет) — муніципальне утворення у складі Біжбуляцького району Башкортостану, Росія. Адміністративний центр — село Каменка.

## Населення
Населення — 451 особа (2019, 528 в 2010, 637 в 2002).

## Склад
До складу поселення входять такі населені пункти:
| Населений пункт      | Населення, осіб (2002) | Населення, осіб (2010) |
| -------------------- | ---------------------- | ---------------------- |
| Василькино, присілок | 12                     | 3                      |
| Дубровка, присілок   | 4                      | 0                      |
| Каменка, село        | 587                    | 512                    |
| Прогрес, присілок    | 34                     | 13                     |